# آیفون ۱۴ پرو
آیفون ۱۴ پرو و آیفون ۱۴ پرو مکس، گوشی‌های هوشمند سطح بالایی هستند که توسط شرکت اپل طراحی و به بازار عرضه شده‌اند. آنها نسل شانزدهم آیفون‌های پرچمدار هستند که جانشین آیفون ۱۳ پرو و آیفون ۱۳ پرو مکس شده‌اند. این دستگاه‌ها در کنار آیفون ۱۴ و آیفون ۱۴ پلاس در رویداد اپل در اپل پارک در کوپرتینو، کالیفرنیا در ۷ سپتامبر ۲۰۲۲ رونمایی شدند و در ۱۶ سپتامبر ۲۰۲۲ در دسترس خواهند بود.

## طراحی
آیفون ۱۴ پرو و ۱۴ پرو مکس در چهار رنگ نقره ای، مشکی فضایی، طلایی و بنفش تیره طراحی شده‌اند. بنفش تیره رنگ جدیدی است که جایگزین آبی سیر شده‌است.
| رنگ | نام        |
| --- | ---------- |
|     | نقره‌ای     |
|     | مشکی فضایی |
|     | طلایی      |
|     | بنفش تیره  |

## مشخصات فنی

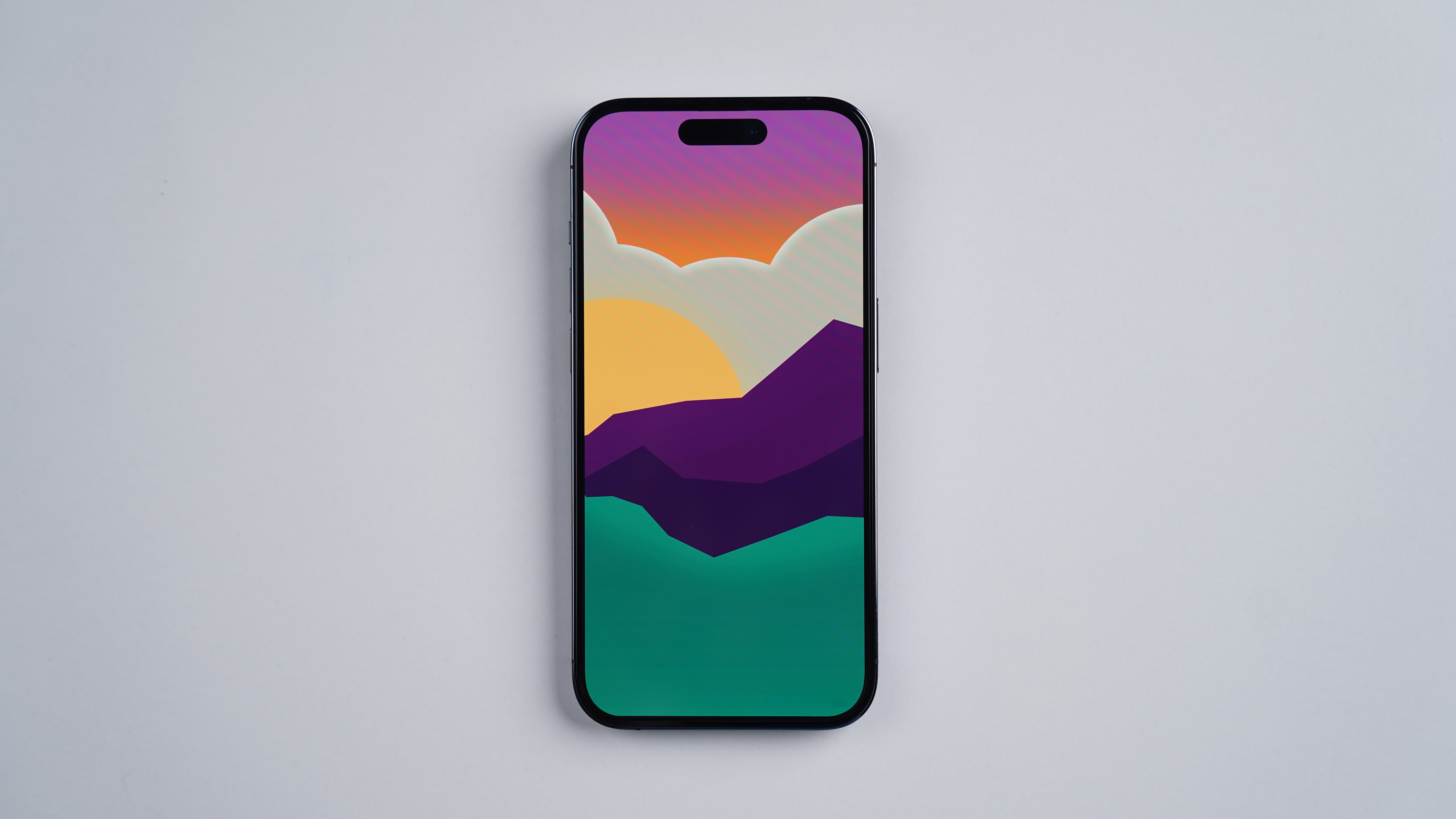
نمایشگر آیفون ۱۴ پرو

### سخت‌افزار

#### صفحه نمایش
آیفون ۱۴ پرو و پرو مکس دارای صفحه نمایش Super Retina XDR OLED هستند. نمایشگر دارای نرخ تازه سازی ۱۲۰ هرتز است و از فناوری LTPO استفاده می‌کند. آیفون ۱۴ پرو دارای رزولوشن ۲۵۵۶×۱۱۷۹ پیکسل در ۴۶۰ پیکسل در هر اینچ (ppi) است و دارای ویژگی " همیشه در نمایش " است.

#### چیپست
آیفون ۱۴ پرو و پرو مکس دارای سامانه روی یک تراشه A16 Bionic هستند که جایگزین A15 Bionic که در سری آیفون ۱۳ و ۱۳ پرو، نسل سوم آیفون SE دیده می‌شود شده‌اند.

#### باتری
آیفون ۱۴ پرو دارای باتری ۳۲۰۰ میلی‌آمپر ساعتی است که ۲۳ ساعت پخش ویدیو و ۲۰ ساعت پخش جریانی ویدیو را فراهم می‌کند. نسخه پرو مکس دارای باتری ۴۳۲۳ میلی‌آمپر ساعتی است که ۲۹ ساعت پخش ویدیو و ۲۵ ساعت پخش جریانی ویدیو را ارائه می‌دهد.

#### قابلیت اتصال
علاوه بر تمام گزینه‌های اتصال ارائه شده در مدل‌های قبلی، آیفون ۱۴ پرو و پرو مکس اکنون می‌توانند از اتصال ماهواره ای برای برقراری تماس یا ارسال پیامک در مواقع اضطراری استفاده کنند. این ویژگی به عنوان «SOS اضطراری» به بازار عرضه می‌شود. هنگامی که یک کاربر آیفون از طریق درخواست ماهواره ای SOS اضطراری می‌کند، پیام توسط یک ماهواره در مدار که توسط گلوبال‌استار اداره می‌شود دریافت می‌شود. سپس ماهواره پیام را به ایستگاه‌های زمینی واقع در سراسر جهان می‌فرستد.

#### دوربین
سنسورها و لنزها در دوربین‌های اصلی و فوق عریض ارتقا یافته‌اند. لنز برای وضوح اپتیکال بهبود یافته و دارای دیافراگم بزرگتر است.
سیستم دوربین دارای یک «موتور فوتونیک» برای بهبود کیفیت تصویر و ویدئو است. علاوه بر این، ویژگی ویدیو اکنون شامل حالت Action Mode است که تثبیت کننده ویدیو را ارائه می‌دهد که می‌توان از گوشه سمت راست بالای صفحه به آن دسترسی داشت. دوربین عمق واقعی دارای فوکوس خودکار و دیافراگم بزرگتر است. همچنین قادر به فوکوس روی چندین سوژه به‌طور همزمان است.

### نرم‌افزار
مانند آیفون ۱۴ و ۱۴ پلاس، ۱۴ پرو و پرو مکس با آی‌اواس ۱۶ عرضه خواهند شد.
در ابان ماه سال 1403 مجلس شرای اسلامی نرخ 15 الی 30 درصدی رو برای ریجستری این تلفن با اصالت امریکایی اعلام کرد